# Pan Twardowski

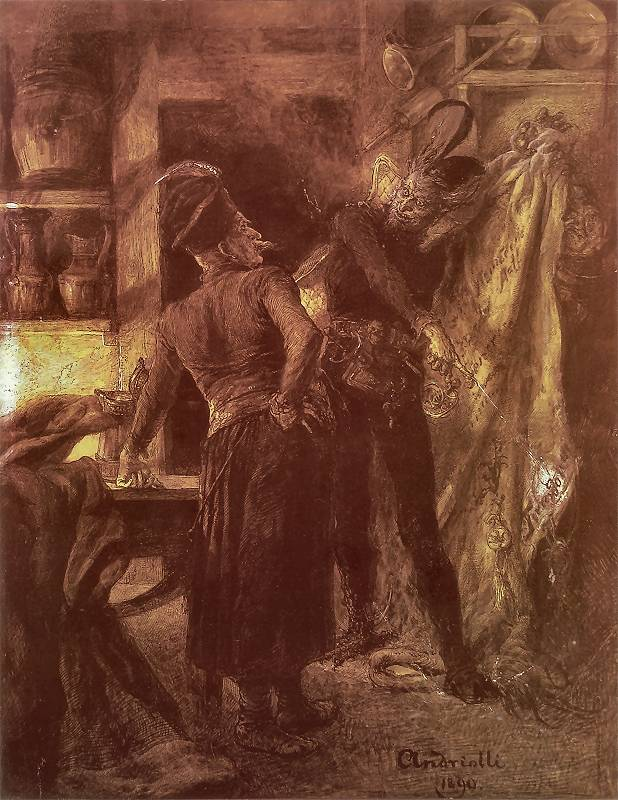
Pan Twardowski y el diablo, por Michał Elwiro Andriolli.

Pan Twardowski es un hechicero legendario del folclore polaco, conocido por haber hecho un pacto con el diablo con el fin de obtener ciertos poderes mágicos tales como convocar al espíritu de la esposa de Segismundo II Augusto Jagellón.
Existen diversas versiones respecto a la historia de Pan Twardowski, aunque la mayoría de ellas concuerdan en el destino trágico que rodea al personaje principal. Ha sido base de muchas obras de ficción, incluida una de Adam Mickiewicz.

## Leyenda
Según una antigua leyenda, Twardowski era un noble (szlachcic) que vivió en Cracovia en el siglo XVI. Vendió su alma al diablo a cambio de grandes conocimientos y poderes mágicos. Sin embargo, Twardowski quiso burlar al diablo incluyendo una cláusula especial en el contrato, según la cual el diablo sólo podría llevarse el alma de Twardowski al infierno durante su visita a Roma, un lugar al que el hechicero nunca tuvo intención de ir. En otras variantes de la historia, Twardowski fue vendido al diablo cuando era niño por su padre.

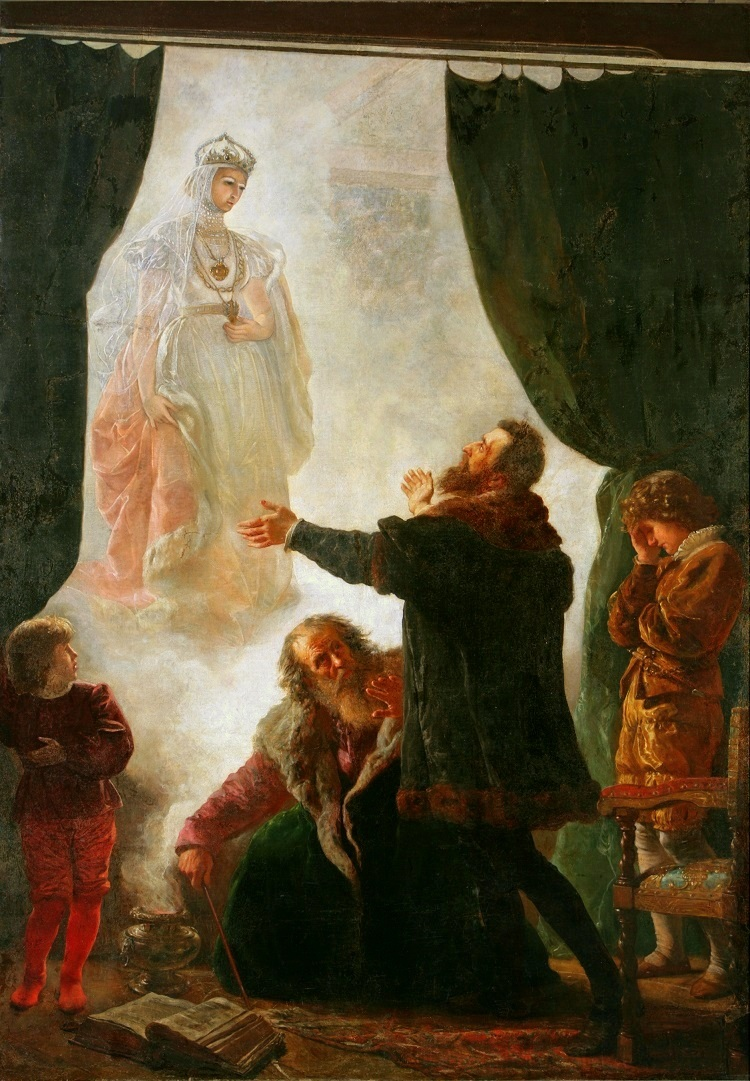
Pan Twardowski invocando al fantasma de Barbara Radziwiłłówna para el rey Segismundo II Augusto Jagellón Pintura de Wojciech Gerson.

Con la ayuda del diablo, Twardowski alcanzó rápidamente la riqueza y la fama, y acabó convirtiéndose en cortesano del rey Segismundo Augusto, que buscó consuelo en la magia y la astrología tras la muerte de su amada esposa, Barbara Radziwiłł. Se dice que invocó al fantasma de la difunta reina para consolar al afligido rey, utilizando un espejo mágico. El hechicero también escribió dos libros, ambos dictados por el diablo: un libro de magia y una enciclopedia.
Tras años de eludir su destino, Twardowski fue finalmente engañado por el diablo y atrapado no en la ciudad, sino en una posada llamada Rzym (Roma en polaco). Mientras era trasladado, Twardowski se puso a rezar a la Virgen María, que hizo que el diablo dejara caer a su víctima a mitad de camino hacia el infierno. Twardowski cayó en la Luna, donde vive hasta hoy. Su única compañía es su compañero, al que una vez convirtió en araña; de vez en cuando Twardowski deja que la araña descienda a la Tierra en un hilo y le traiga noticias del mundo de abajo.

## El histórico Twardowski
Algunos historiadores alemanes han sugerido que Twardowski pudo ser un noble alemán que nació en Nuremberg y estudió en Wittenberg antes de llegar a Cracovia. Su nombre especulativo, Laurentius Dhur, se latinizó como Durus y, a su vez, se tradujo como Twardowski en polaco; durus y twardy significan "duro" en latín y polaco, respectivamente. También se especula con la posibilidad de que esta leyenda se inspirara en la vida de John Dee o de su socio Edward Kelley, quienes vivieron durante un tiempo en Cracovia.
El título de Pan, utilizado como una forma universal honorífica y como una forma cortés de dirigirse a alguien en el polaco moderno, estaba reservado a los miembros de la nobleza (szlachta) en la época en que se desarrolló el cuento y equivalía aproximadamente al inglés Sir (véase nombre polaco). El nombre de Twardowski se da a veces como Jan (Juan), aunque la mayoría de las versiones de su cuento no mencionan ningún nombre. Esto, sin embargo, puede haber resultado de una confusión entre Pan Twardowski y un escritor sacerdote católico polaco, Jan Twardowski.

## Pan Twardowski en la literatura, la música y el cine

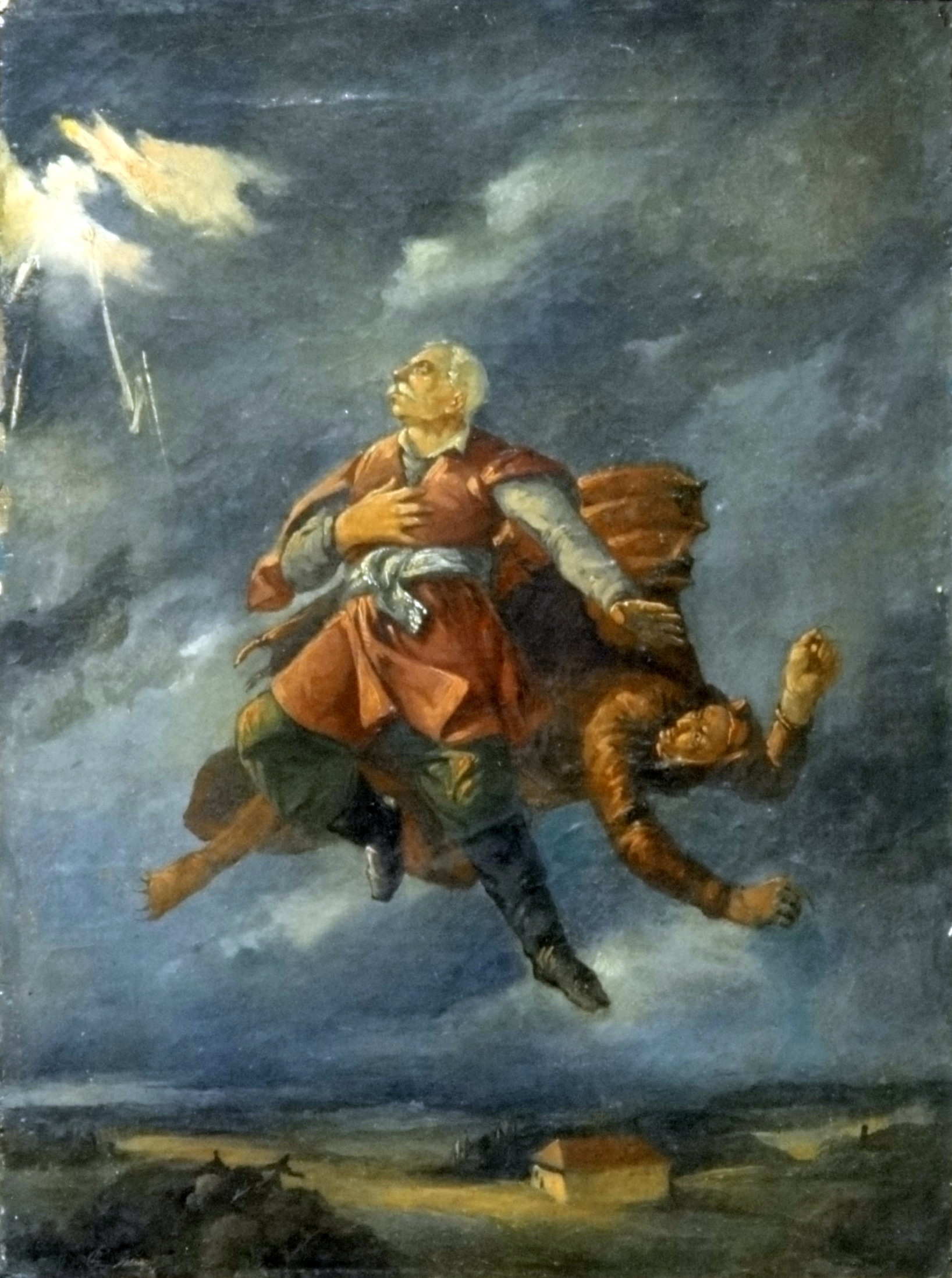
Pan Twardowski secuestrado por el Diablo. Pintura por Ignacy Gierdziejewski.

La leyenda de Pan Twardowski inspiró a un gran número de poetas, novelistas, compositores, directores y otros artistas polacos, ucranianos, rusos y alemanes.
Una de las obras literarias más conocidas en las que aparece Pan Twardowski es la balada humorística Pani Twardowska de Adam Mickiewicz (1822). En esta versión de la historia, Twardowski acepta ser llevado al infierno con la condición de que el diablo pase un año viviendo con su esposa, Pani (Señora) Twardowska. El diablo, sin embargo, prefiere huir y así Pan Twardowski se salva. Stanisław Moniuszko escribió la música para la balada en 1869.
Otras obras basadas en la leyenda son:
- Sr. Tvardovsky, ópera de Alexey Verstovsky, libreto de Mikhail Zagoskin (1828);
- Pan Tvardovsky, cuento de Zagoskin de la colección Una noche en el Khopyor (1834);
- Mistrz Twardowski [Maestro Twardowski], novela de Jozef Ignacy Kraszewski (1840);
- Tvardovsky, una balada de Semen Hulak-Artemovsky;
- Pan Twardowski, ballet de Adolf Gustaw Sonnenfeld (1874);
- Twardowski, un poema de Jaroslav Vrchlický (1885);
- El maestro Twardowski, un poema de Leopold Staff (1902);
- Pan Twardowski, una balada de Lucjan Rydel (1906);
- Pan Tvardovsky, una película de Ladislas Starevich (1917);
- Pan Twardowski, un ballet de Ludomir Różycki (1921);
- Pan Twardowski, una película de Wiktor Biegański (1921);
- Pan Twardowski, un hechicero polaco, novela de Wacław Sieroszewski (1930);
- Pan Twardowski, una película de Henryk Szaro, guion de Wacław Gąsiorowski (1936);
- Pan Twardowski oder Der Polnische Faust (Pan Twardowski o El Fausto polaco), novela de Matthias Werner Kruse (1981);
- Dzieje Mistrza Twardowskiego (La historia del maestro Twardowski), una película de Krzysztof Gradowski (1995).
- Twardowsky, un cortometraje de ciencia ficción de la serie Polish Legends dirigido por Tomasz Bagiński (2015).[4]
- Hearts of Stone (en español Corazones de piedra), una expansión del juego de rol The Witcher 3: Wild Hunt (2015), tiene un argumento principal muy inspirado en la leyenda.

Pan Twardowski es también un personaje popular en el arte popular de la región de Cracovia. Se le puede encontrar, por ejemplo, en algunos de los famosos belenes de Cracovia (szopki). Se le suele representar como un noble polaco montado en un gallo o de pie sobre la Luna.